# Кіхно Віктор Фердинандович
Віктор Фердинандович Кіхно (19 лютого 1920, місто Петроград, тепер Санкт-Петербург, Російська Федерація — 1 жовтня 1991, місто Таллінн, Естонія) — радянський естонський діяч, військовослужбовець, молодший командир РСЧА. Депутат Верховної ради СРСР 1-го скликання (1941—1946).

## Життєпис
Народився в родині офіцера російської царської армії естонського походження Фердинанда-Зігфріда Кіхно, який потім служив у Червоній армії. Мати, Уляна Кіхно (Смирнова), була домогосподинею. У 1923 році разом із родиною переїхав до Естонії. У 1934 році закінчив початкову школу. З 1934 по 1939 рік навчався в середній торговій школі, здобув спеціальність бухгалтера. Починаючи з 1935 року, під час шкільних канікул працював чорноробом на фабриці «Лаферм».
У 1939—1940 роках служив у естонській армії, навчався у військовому училищі, яке закінчив влітку 1940 року.
Після окупації Естонії радянськими військами влітку 1940 року вступив до комсомолу, став секретарем комсомольської організації військової частини, вів партійно-просвітницьку роботу у військових частинах РСЧА на території Естонської РСР.
У роки німецько-радянської війни служив молодшим військовим командиром в естонських частинах Червоної армії. Член ВКП(б).
На 1965 рік — директор Таллінського заводу металовиробів.
На 1976 рік — директор Таллінського виробничого об'єднання «Васар».
Потім — персональний пенсіонер у місті Таллінні.
Помер 1 жовтня 1991 року в Таллінні. 

## Звання
- лейтенант

## Нагороди
- орден Жовтневої Революції (1976)
- орден Вітчизняної війни І ст.
- орден Вітчизняної війни ІІ ст.
- медаль «За оборону Ленінграда»
- медалі
- Почесна грамота Президії Верховної ради Естонської РСР (1965)